# 大河村遺跡
大河村遺跡（たいがそんいせき）は、中国の河南省鄭州市金水区楊金路街道大河村にある新石器時代の遺跡。1972年から1975年にかけて発掘された。遺構は仰韶文化の廟底溝類型と秦王寨類型および初期の龍山文化に属しているが、秦王寨類型のものを主としている。出土した陶器には彩陶盆・罐・鼎・大口尖底器などがあり、彩陶の花紋には六角星紋・太陽紋などがある。陶器の壺や鍋は大汶口文化や屈家嶺文化のものと類似しており、当時に近隣の地区と密接な交流があったことをうかがわせる。